# 易州镇
易州镇，是中华人民共和国河北省保定市易县下辖的一个乡镇级行政单位。

## 行政区划
易州镇下辖以下地区：
团结路社区、迎宾路社区、友谊路社区、长安路社区、东环路社区、西环路社区、良村、路家庄村、营房村、厂东关村、中亢各庄村、宋村、东范村、五里河村、章村、西亢各庄村、店北村、西范村、孙家庄村、厂城村、荆轲山村、韩家庄村、后部村、西庄道村、北市村、西庄村、七里亭村、中范村、石亢村、石庄村、东市村、西茹堡村、东亢各庄村、易河庄村、桂子渠村和万家庄村。